# 瓦雷多
瓦雷多（義大利語：Varedo），是意大利蒙萨和布里安萨省的一个市镇。总面积4平方公里，人口12906人，人口密度3226.5人/平方公里（2009年）。ISTAT代码为015231。

## 友好城市
- 法國尚帕尼奥勒 2000年